# Franz Herbich (Botaniker)

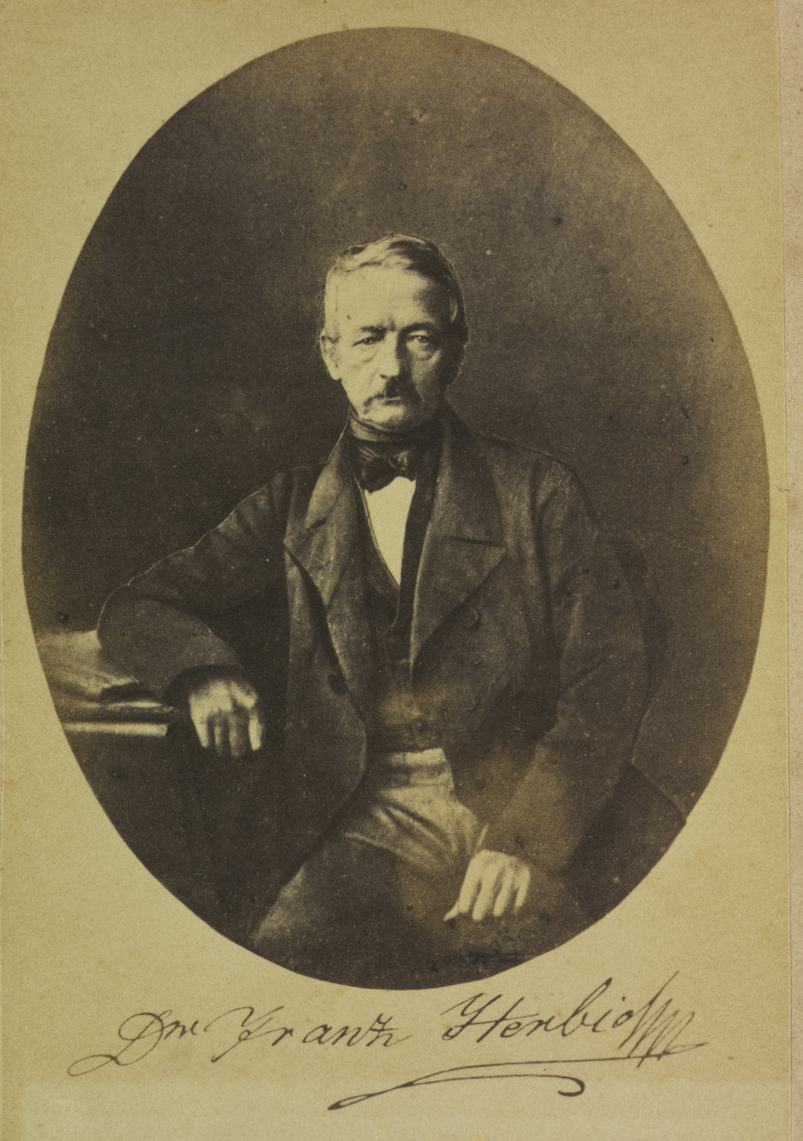
Franz Herbig, Porträt von 1865

Franz Herbich (auch Franciszek Herbich; * 8. Mai 1791 in Wien; † 29. September 1865 in Krakau) war ein österreichischer Arzt und Botaniker. Sein botanisches Autorenkürzel lautet „Herbich“.  

## Leben
Herbich erhielt seine gymnasiale Ausbildung in Wien. Anschließend studierte er am Josephinum Medizin, wurde 1809 Unterarzt beim österreichischen Militär. Er stieg 1814 zum Oberarzt auf und wurde 1816 zum Doktor der Medizin promoviert, wobei ihm der Titel aufgrund damaliger Regularien für Militärärzte erst 1818 verliehen wurde. Bereits früh begann er mit dem Sammeln vom Pflanzen. Dieser Leidenschaft folgte er auch durch die Zeit seines Militärdienstes.
Herbich nahm ab 1815 am Koalitionskrieg gegen Frankreich teil und leitete 1816 ein Feldspital in Hagenau. Anschließend war er bis 1818 in Wien stationiert, bevor er nach Preßburg verlegt wurde. Von dort begleitete er 1820 sein Regiment nach Italien. Dort blieb er von 1821 bis 1824 in Neapel. Ab 1824 war er kurzzeitig Regimentsarzt in Wien, bevor er ab 1825 in Galizien eingesetzt wurde. Er war von 1825 bis 1831 in Tarnów stationiert, wobei er 1829 Cordonspitäler in ganz Galizien gegen die Pest einzurichten und bei der Choleraepidemie als Chefarzt sämtliche Militärhospitäler Galiziens zu inspizieren hatte. Danach war er von 1832 bis 1834 in Stanislau und von 1834 bis 1845 in Czernowitz. Nach seiner Pensionierung 1845 lebte er noch einige Jahre in Czernowitz, bevor er sich 1856 nach Krakau zurückzog. 
Herbich legte ein umfangreiches Herbarium an und machte sich um die botanische Erforschung Galiziens und der Bukowina verdient. Er gilt als einer der Begründer der Botanik Galiziens und erforschte bis dahin botanisch noch vollkommen unerschlossene Gebiete der Bukowina, deren erste Spezialflora er veröffentlichte. 1829 entdeckte er beispielsweise die Chrysanthemum zawadzkii, die er 1831 erstbeschrieb.

## Werke (Auswahl)
- Nachricht über die in Gallizien im Sandecer Kreise befindlichen Szczawnicer Gesundbrunnen, Ullrich, Wien 1831.
- Additamentum Ad Floram Galiciae, Kuhn und Millkowski, Lemberg 1831.
- Selectus Plantarum Rariorum Galiciae et Bucovinae, Eckhardt, Czernowitz 1836.
- Stirpes rariores Bucovinae, oder, Die seltenen Pflanzen der Bucovina, Piller, Stanislawow 1853.
- Flora der Bucovina, Volckmar, Leipzig 1859.